# قنطوریان
قنطوریان (نام علمی: Centaurea jacea) نام یک گونه از سرده گل گندم است.